# 利薩爾尼亞
48°34′36″N 22°42′38″E / 48.57667°N 22.71056°E
利薩爾尼亞（烏克蘭語：Лісарня），是烏克蘭的村落，位於該國西部外喀爾巴阡州，由穆卡切沃區負責管轄，面積0.51平方公里，海拔高度253米，2001年人口269，人口密度每平方公里531.62人。